# 甯杲
甯杲（1469年—？），字仲升，遼東海州衛官籍，山東登州府蓬萊縣人，明朝政治人物，弘治丙辰進士。正德年間依附劉瑾，官至宣府巡撫。世宗即位後，言官交章彈劾，罷官遣戍。

## 生平
原為海州衛學武生，弘治八年（1495年）乙卯科山東鄉試第十九名舉人，弘治九年（1496年）聯捷丙辰科進士。弘治十年（1497年）授江西吉水縣知縣，弘治十八年（1505年）授浙江道監察御史。
正德初為劉瑾所用，為捕盜御史。正德三年十二月，升大理寺左寺丞。正德四年（1509年）四月，降為潛山縣知縣。不久復職為捕盜御史，同年七月任巡按真定廣平等府，駐真定。劉瑾家人梁洪索賄於文安劉寵（劉六）、劉宸（劉七）兄弟不得，誣其為盜，寧杲、柳尚義奉命繪形緝捕，引發劉六劉七起義。正德五年（1510年）正月，升都察院左僉都御史，时强贼张茂于内丘县抢劫丁忧修撰康海财物，甯杲被停俸降调，又因勘报稽迟，七月被降为山西右参议。
正德七年正月起复为都察院左佥都御史，二月为巡抚保定等处兼提督紫荆等关，仍募义勇圍剿贼寇刘七、齐彦名等。与指挥江彬妄杀平民，冒报功次，被弹劾，十一月召令回京，停职听勘。
正德十四年三月起为巡抚宣府左佥都御史，不久加赞理军务。
正德十六年（1521年）四月，世宗登極，追查閹黨殘餘，甯杲為御史王鈞劾奏，朝廷下旨勒令冠帶閒住，随即又遭給事中張九敘等彈劾「凭藉奸党，贪财害民」，詔令巡按御史執送京師，論死。甯杲在獄中以病上聞，得旨免死，發配廣東雷州衛。

## 家族
曾祖甯志源；祖父甯鎧，百戶；父甯浩，涿州州判。母周氏。重慶下。兄甯棨，百戶。弟甯棠，生員。